# شهرستان قمشی
ناحیهٔ قمشی (به ازبکی: Qamashi tumani، قمشی تومنی) یک ناحیه (شهرستان) در ازبکستان است که در ولایت کشک‌دریا واقع شده‌است.